# Wisła Płock
Wisła Płock poljski je nogometni klub iz grada Płocka. Trenutačno se natječe u Ekstraklasi, prvom razredu poljskog nogometa.

## Povijesni nazivi
- 1947.: Elektryczność Płock
- 1950.: ZS Ogniwo Płock (Elektryczność + ZS Ogniwo)
- proljeće 1955.: ZS Sparta Płock (ZS Ogniwo + ZS Sparta)
- jesen 1955.: PKS [Płocki KS] Wisła Płock
- 1963.: ZKS Wisła Płock
- 1. siječnja 1992.: ZKS Petrochemia Płock
- 1. srpnja 1999.: KS Petro Płock
- 27. lipnja 2000.: Orlen Płock
- 7. lipnja 2002.: ZKS Wisła Płock

## Postignuća

### Poljska
- Ekstraklasa
  - 4. mjesto: 2005.
  - 5. mjesto: 2004., 2017./18.

- Poljski nogometni kup
  - Osvajač (1): 2006.
  - Finalist (1): 2003.

- Poljski nogometni superkup
  - Osvajač (1): 2006.

### Europa
- UEFA Kup pobjednika kupova
  - Kvalifikacije (1): 2003./04.
  - Drugo pretkolo (2): 2005./06., 2006./07.

## Poznati igrači
- Marko Čolaković
- Tomáš Došek
- Emmanuel Ekwueme
- Marjan Jugović
- Boris Kondev
- Peter Lérant
- Gražvydas Mikulėnas
- Josef Obajdin
- Radosław Sobolewski
- Nenad Studen
- Marcin Wasilewski
- Predrag Vujović

## Vanjske poveznice
- (polj.) Službene stranice kluba